# Короткопёрая камышовка

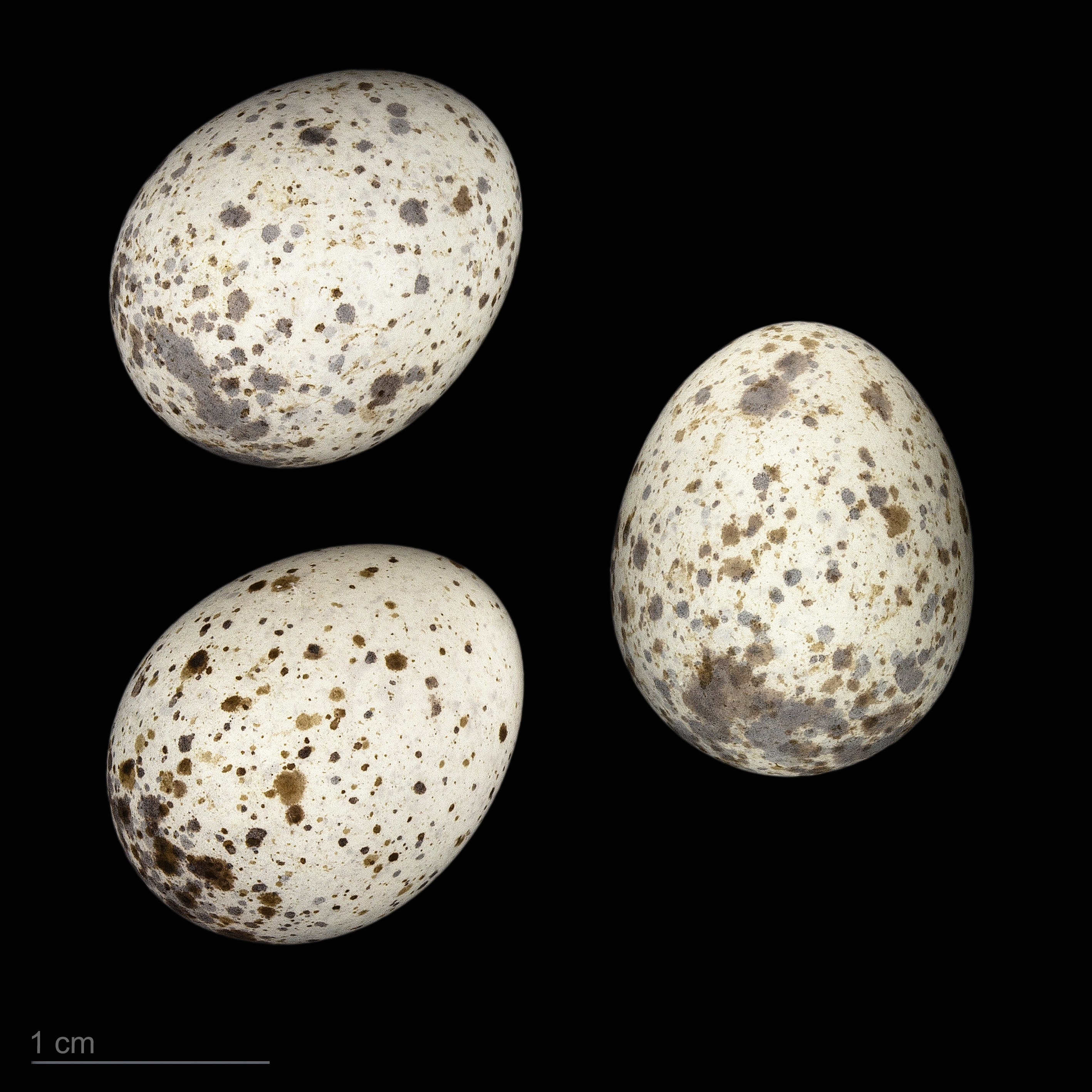
яйцо Acrocephalus brevipennis - Тулузский музей

Короткопёрая камышовка (лат. Acrocephalus brevipennis) — певчая птица семейства камышовковых (Acrocephalidae). Подвидов не выделяют. Эндемик островов Кабо-Верде за пределами Западной Африки.
Птица среднего размера с длиной тела 13 см и массой 15—17 г. Верх серовато-коричневый, брюхо бежевого цвета, по бокам, на горле и груди кремового цвета. Клюв длинный и острый, ноги и пальцы чёрные. Половой диморфизм отсутствует.
Питается преимущественно насекомыми, иногда плодами фикуса.
Ареал вида ограничен тремя островами архипелага Кабо-Верде: Сантьягу, Сан-Николау и Фогу. Популяция вида находится под угрозой из-за разрушения среды обитания и засух, которые охватили острова. Численность популяции вида оценивается в 1500—2000 взрослых птиц.